# Аджей, Фрэнк
Фрэнк Аджей Джуниор (англ. Frank Adjei Junior; род. 20 марта 2004) — ганский футболист, нападающий клуба «Вернаму».

## Клубная карьера
На родине выступал за «Стар Мадрид» и «Бибиани Голд Старз». В составе последних выступал в ганской Премьер-лиге, в которой дебютировал 31 октября 2021 года в матче с «Берекум Челси», выйдя на замену на 74-й минуте вместо Чарльза Гьямфри. 28 ноября в игре с «Аккра Лайонз» забил гол, который в итоге стал победным. В общей сложности провёл за клуб 14 матчей и забил один мяч.
4 июля 2022 года перешёл в «Вернаму», подписав контракт на три года.

## Клубная статистика
| Выступление        | Выступление      | Выступление      | Лига | Лига | Кубки | Кубки | Конт. кубки | Конт. кубки | Итого | Итого |
| Клуб               | Лига             | Сезон            | Игры | Голы | Игры  | Голы  | Игры        | Голы        | Игры  | Голы  |
| ------------------ | ---------------- | ---------------- | ---- | ---- | ----- | ----- | ----------- | ----------- | ----- | ----- |
| Бибиани Голд Старз | Премьер-лига     | 2021/22          | 14   | 1    | 0     | 0     | 0           | 0           | 14    | 1     |
| Бибиани Голд Старз | Итого            | Итого            | 14   | 1    | 0     | 0     | 0           | 0           | 14    | 1     |
| Варберг            | Алльсвенскан     | 2022             | 0    | 0    | 0     | 0     | 0           | 0           | 0     | 0     |
| Варберг            | Итого            | Итого            | 0    | 0    | 0     | 0     | 0           | 0           | 0     | 0     |
| Всего за карьеру   | Всего за карьеру | Всего за карьеру | 14   | 1    | 0     | 0     | 0           | 0           | 14    | 1     |